# Alejandro Moreno Rodillo
Alejandro Sebastián Moreno Rodillo (La Serena, 11 ottobre 1920 – 21 luglio 2011) è stato un cestista cileno.

## Carriera
Con il Cile ha disputato le Olimpiadi di Londra 1948.